# Плиттерсдорф (Бонн)
Плиттерсдорф (нем. Plittersdorf) — один из административных районов округа Бад-Годесберг города Бонн (Северный Рейн-Вестфалия, Германия).

## География
Плиттерсдорф расположен в северной части Бад-Годесберга на левом берегу Рейна. Соседними административными районами Бад-Годесберга являются: на севере Хохкройц (Hochkreuz), на западе Фриздорф (Friesdorf) и Годесберг-Норд (Godesberg-Nord), на юге Годесберг-Вилленфиртель (Godesberg-Villenviertel) и Рюнгсдорф (Rüngsdorf). К Плиттерсдорфу относится основная часть самого большого парка отдыха Бонна, называемого Райнауэ (Rheinaue). Плиттерсдорф включает в себя центральное кладбище Бад-Годесберга (Zentralfriedhof Bad Godesberg). На противоположной стороне Рейна расположен Нидердоллендорф (Niederdollendorf) (административный район города Кёнигсвинтер), с которым Плиттерсдорф связан скоростным паромом «Бад-Годесберг — Нидердоллендорф» (Auto-Schnellfähre Bad Godesberg-Niederdollendorf).

## История
В 1670 году в Плиттерсдорфе насчитывалось 37 жилых зданий. В соответствии с территориальным правом в конце XVIII века поселение входило в Кёльнское курфюршество и подчинялось местной территориальной власти Годесберг-Мелем (Amt Godesberg-Mehlem) (Бонн). Развитие Бад-Годесберга привело к тому, что в 1899 году до того независимое поселение Плиттерсдорф, площадью 400 га, было включено в территориальную общину. С тех пор границы (Gemarkung) Плиттерсдорфа в составе Бад-Годесберга остаются неизменными.
В 1950—1960 годы в Плиттерсдорфе происходила череда новостроек, в которых обосновывались преимущественно чиновники федеральных ведомств. Среди них в первую очередь можно назвать полное инфраструктурное американское поселение HICOG. Оно было выстроено в 1951 году и предназначалось для служащих американского посольства. Начиная с середины 70-х годов были значительно усилены меры безопасности американского поселения в связи с угрозами терроризма, а с 1974 по 1999 год территория вокруг посольства Израиля (Botschaft des Staates Israel (Bonn)) была усилена полицейскими нарядами, регулярно проверявших документы посетителей и прохожих.
Во время Боннской республики на аллее Кеннеди (Kennedyallee) обосновались значительные научные организации: Немецкое научно-исследовательское общество, Германская служба академических обменов, музей науки и техники, называемый Немецким музеем (Бонна). Кроме того, в Плиттерсдорфе на берегу Рейна находится вилла Майера, использовавшаяся как служебная вилла председателя Бундестага. Часть дипломатических представительств также располагались в Плиттерсдорфе: посольства ЮАР (Botschaft der Republik Südafrika), Венгрии (Botschaft der Republik Ungarn), Болгарии (Botschaft der Republik Bulgarien), а посольство Кубы (Botschaft der Republik Kuba) функционирует до сих пор в качестве генерального консульства и культурного центра. Вилла Турмхоф (Turmhof) cлужила в качестве Апостольской нунциатуры Ватикана в ФРГ.

## Известные личности
- Вольфганг Клемент — германский государственный и политический деятель, проживает в Плиттерсдорфе.
- Пеер Штайнбрюк — немецкий политик из партии СДПГ, проживает в Плиттерсдорфе.
- Франк Асбек (Frank Asbeck) — предприниматель, председатель правления компании SolarWorld, крупнейшего производителя солнечных батарей в Германии. Проживает в Плиттерсдорфе.
- Иоанн Павел II — Римский папа. Во время своего первого посещения Германии ночевал в резиденции Апостольской нунциатуры Плиттерсдорфа. Во времена Боннской республики практически все католические высокопоставленные лица Германии проживали в этом комплексе. В частности, ныне по собственному желанию ушедший на покой папа Бенедикт XVI проживал с 1959 по 1963 год в Апостольской нунциатуре Бонна, будучи в то время профессором фундаментальной теологии Боннского университета.
- Соня Цитлов (Sonja Zietlow) (модератор телеканала RTL II) и Герд Поль (Gerd J. Pohl) (известный актёр кукольного и драмтеатров) провели детские годы на улицах Плиттерсдорфа.
- Фридрих Гётекен (Friedrich Albert Groeteken) — известный в Германии католический священник, учитель, писатель и краевед — проживал здесь с 30-х годов XX века и скончался в 1961 году.
- Джулия Чайлд — известный американский повар и автор книги «Осваивая искусство французской кухни» проживала в Плиттерсдорфе в середине 50-х годов XX века.
- Джон Кеннеди — американский президент провёл ночь с 23 на 24 июня 1963 года в усадьбе Карштаньер Плиттерсдорфа. В память об этом событии кёльнский дуэт скульпторов Херм-Йорг Барнер и Марлене Даммин (Herm-Jörg Barner/Marlene Dammin) вытесали из вулканического туфа фигуру американского президента, установленную в 1989 году на аллее Кеннеди (Kennedyallee). Многие из американских политиков, дипломатов и высокопоставленных офицеров регулярно посещали американский жилой массив HICOG-Siedlung Плиттерсдорфа.